# Edwardsomyia
Edwardsomyia là một chi ruồi trong họ Limoniidae. Chúng thường xuất hiện ở Chile.

## Các loài
- Edwardsomyia chiloensis Alexander, 1929